# Stanislav Nedkov
Stanislav Nedkov (Veliko Tărnovo, 9 dicembre 1981) è un lottatore di arti marziali miste bulgaro.
Combatte nella categoria dei pesi mediomassimi.
Ha lottato nella prestigiosa organizzazione statunitense UFC tra il 2011 ed il 2015.

## Carriera nelle arti marziali miste

### Inizi
Nedkov debutta nella MMA professionistiche nel 2006 e dopo aver accumulato un record di 7-0 firma un contratto con le promozioni giapponesi Pancrase e World Victory Road, dove ottiene un'importante vittoria contro l'ex campione dei pesi massimi UFC Kevin Randleman.

### Ultimate Fighting Championship
Stanislav Nedkov firma un contratto con la prestigiosa promozione statunitense UFC nel giugno 2010.
Il bulgaro avrebbe dovuto debuttare con l'evento UFC 117: Silva vs. Sonnen contro Rodney Wallace ma a causa di un infortunio l'incontro saltò e venne sostituito con Phil Davis.
Tornato dall'infortunio Nedkov avrebbe dovuto affrontare a UFC 120: Bisping vs. Akiyama Steve Cantwell, tuttavia 48 ore prima del match quest'ultimo si infortunò al ginocchio durante una seduta di sparring e saltò anche questo incontro.
Finalmente il bulgaro debutta in UFC contro Luiz Cané vincendo per KO tecnico a 4:13 del primo round.
Nedkov nel novembre del 2012 affronta Thiago Silva a UFC on Fuel TV: Franklin vs. Le perdendo per sottomissione nel terzo round.
Tuttavia dopo questo incontro Silva venne trovato positivo alla marijuana e il risultato venne cambiato in un No Contest, e Nedkov rimase imbattuto con un record di 12-0 (1).
La prima sconfitta di Stanislav arriva il 16 febbraio 2013 con l'evento UFC on Fuel TV: Barao vs. McDonald quando perde contro Tom Watson a 4:42 del primo round per KO tecnico dopo aver dominato per tre minuti e mezzo portando ripetutamente il suo avversario a terra e colpendolo con le braccia; l'incontro conquista il riconoscimento Fight of the Night e Watson quello di KO of the Night.
Dopo un lungo stop di due anni Nedkov torna a combattere nei pesi mediomassimi contro il giovane ucraino Nikita Krylov, venendo rapidamente sconfitto per sottomissione; in seguito a tale debacle Nedkov venne licenziato dall'UFC.

### Risultati nelle arti marziali miste
| Risultato  | Record   | Avversario        | Metodo                           | Evento                                  | Data             | Round | Tempo | Città                    | Note                  |
| ---------- | -------- | ----------------- | -------------------------------- | --------------------------------------- | ---------------- | ----- | ----- | ------------------------ | --------------------- |
| Sconfitta  | 12-2 (1) | Nikita Krylov     | Sottomissione (ghigliottina)     | UFC on Fox: Gustafsson vs. Johnson      | 24 gennaio 2015  | 1     | 1:24  | Stoccolma, Svezia        |                       |
| Sconfitta  | 12–1 (1) | Tom Watson        | KO Tecnico (ginocchiate e pugni) | UFC on Fuel TV: Barao vs. McDonald      | 16 febbraio 2013 | 1     | 4:42  | Londra, Regno Unito      | Incontro di Pesi Medi |
| No Contest | 12-0 (1) | Thiago Silva      | No Contest (marijuana)           | UFC on Fuel TV: Franklin vs. Le         | 10 novembre 2012 | 3     | 1:45  | Cotai, Macao             |                       |
| Vittoria   | 12–0     | Luiz Cané         | KO Tecnico (pugni)               | UFC 134: Silva vs. Okami                | 27 agosto 2011   | 1     | 4:13  | Rio de Janeiro, Brasile  | Debutto in UFC        |
| Vittoria   | 11–0     | Augustin Helgiu   | Sottomissione (rear naked choke) | MAXFIGHT: Warriors 13                   | 21 maggio 2010   | 1     | 2:14  | Sofia, Bulgaria          |                       |
| Vittoria   | 10–0     | Kevin Randleman   | Decisione (non unanime)          | World Victory Road Presents: Sengoku 11 | 7 novembre 2009  | 3     | 5:00  | Tokyo, Giappone          |                       |
| Vittoria   | 9–0      | Travis Wiuff      | KO Tecnico (pugni)               | World Victory Road Presents: Sengoku 8  | 2 maggio 2009    | 3     | 0:42  | Tokyo, Giappone          |                       |
| Vittoria   | 8–0      | Masayuki Kono     | KO Tecnico (pugni)               | Pancrase: Shining 10                    | 7 dicembre 2008  | 1     | 1:35  | Tokyo, Giappone          |                       |
| Vittoria   | 7–0      | Adelin Lutckanov  | Sottomissione (rear naked choke) | MMA Bulgaria                            | 19 ottobre 2007  | 1     | -     | Veliko Tărnovo, Bulgaria |                       |
| Vittoria   | 6–0      | Goce Candovski    | Decisione (unanime)              | Shooto: Bulgaria                        | 6 ottobre 2007   | 2     | 5:00  | Sofia, Bulgaria          |                       |
| Vittoria   | 5–0      | Yanko Kolev       | Sottomissione (rear naked choke) | Shooto: Bulgaria                        | 2 ottobre 2007   | 1     | 2:38  | Sofia, Bulgaria          |                       |
| Vittoria   | 4–0      | Kamen Georgiev    | KO Tecnico (pugni)               | Shooto: Bulgaria                        | 12 maggio 2007   | 1     | 2:11  | Sofia, Bulgaria          |                       |
| Vittoria   | 3–0      | Vladimir Shumanov | Sottomissione (pugni)            | Ichigeki: Bulgaria                      | 25 marzo 2007    | 1     | 1:16  | Varna, Bulgaria          |                       |
| Vittoria   | 2–0      | Krasimir Bonchev  | KO Tecnico (pugni)               | The Day of the Champions                | 17 novembre 2006 | 1     | 0:33  | Haskovo, Bulgaria        |                       |
| Vittoria   | 1–0      | Iliyan Mitev      | KO Tecnico (pugni)               | MMA Bulgaria                            | 8 aprile 2006    | 1     | -     | Veliko Tărnovo, Bulgaria |                       |